# Chris Sheffield
Christopher 'Chris' Sheffield (Arlington (Texas), 13 juli 1988) is een Amerikaans acteur.

## Biografie
Sheffield begon zijn carrière al op jonge leeftijd als fotomodel. Hij hield ervan om voor de camera te staan en besloot op tienjarige leeftijd om acteerlessen te gaan volgen. Na het behalen van zijn highschooldiploma verhuisde hij op achttienjarige leeftijd naar Los Angeles voor zijn acteercarrière.
Sheffield begon in 2002 met acteren in de film The Rookie, waarna hij nog meerdere rollen speelde in films en televisieseries. Hij is vooral bekend van zijn rol als vaandrig Will Mason in de televisieserie The Last Ship waar hij in 21 afleveringen speelde (2014-2016).

## Filmografie

### Films
Uitgezonderd korte films.
- 2022 Susie Searches - als Henrique de trainer
- 2020 The Block Island Sound - als Harry
- 2015 The Stanford Prison Experiment - als Tom Thompson (2093)
- 2014 The Maze Runner - als Ben
- 2013 Notes from Dad - als T.J. Harris
- 2012 General Education - als Levi Collins
- 2011 Transformers: Dark of the Moon - als jongen van Pimply
- 2002 The Rookie - als catcher

### Televisieseries
Uitgezonderd eenmalige gastrollen.
- 2019 Good Trouble - als Jeff - 8 afl.
- 2014-2018 The Last Ship - als vaandrig Will Mason - 21 afl.
- 2015-2016 Aquarius - als Walt Hodiak - 11 afl.
- 2014 Happyland - als Noah Watson - 4 afl.
- 2009 Greek - als lid van Omega Chi - 2 afl.

- Library of Congress Control Number: no2012137083
- Virtual International Authority File: 272661658
- WorldCat: E39PBJghkVPqHYrDtrtj6ygBT3